# Stazione di Fujisawa-Hommachi
La stazione di Fujisawa-Hommachi (藤沢本町駅?, Fujisawa-Hommachi-eki) è una stazione ferroviaria situata nella città di Fujisawa, nella prefettura di Kanagawa, in Giappone, ed è servita dalla linea Odakyū Enoshima delle Ferrovie Odakyū. Sebbene sia situata al centro della città, la stazione di riferimento per Fujisawa rimane la stazione di Fujisawa, dove fermano tutte le tipologie di treni.

## Linee
Ferrovie Odakyū
● Linea Odakyū Enoshima

## Struttura
La stazione è dotata di due marciapiedi laterali con due binari passanti in superficie. Sono presenti ascensori, scale fisse e mobili per collegare i marciapiedi al mezzanino.
| 1 | ● Linea Odakyū Enoshima | per Fujisawa e Katase-Enoshima                   |
| 2 | ● Linea Odakyū Enoshima | per Yamato, Sagami-Ōno, Shinjuku e linea Chiyoda |

## Stazioni adiacenti
| «                     | Servizio                 | »                     |
| Linea Odakyū Enoshima | Linea Odakyū Enoshima    | Linea Odakyū Enoshima |
| --------------------- | ------------------------ | --------------------- |
| Zengyō                | Locale                   | Fujisawa              |
| Transito              | Espresso Espresso rapido | Transito              |